# Váňův kámen (Kladno)
Váňův kámen v Kladně je součást bronzového Sousoší Hornictví od akademického sochaře Ladislava Nováka z roku 1954 s (buližníkovým) Váňovým kamenem z roku 1854 na pískovcovém podstavci, v parčíku u gymnázia na náměstí Edvarda Beneše, připomínající první naražení černého uhlí na (tehdejším) území města Kladna prospektorem Janem Váňou (1846). Postavě starého horníka vtiskl sochař podobu svého otce. Současně byl kámen odhalený dne 24. dubna 1854 k oslavě sňatku Františka Josefa I. a Alžběty Bavorské.

## Nález uhlí
Když hloubení Vítkovy šachty zastaveno býti musilo, povolal pan Novotný Jana Váňu do Kladna, aby co důlní jeho kutiště spravoval. První pokus učiněn tam, kde nyní tak zvaný Váňův pomník stojí, kdež ale uhlí se nenašlo.
Asi 500 metrů západně od místa tohoto kutal také na půdě kročehlavské na základě svolení ze dne 30. dubna roku 1846 Jan Jirátko, sadař a zedník z Buštěhradu. ... Pan Novotný ovšem rekuroval a mezi tím, než rekurs byl vyřízen, nalezl Jan Váňa v tomto Jirátkovu kutišti bud ke konci října aneb na počátku listopadu roku 1846. uhlí.
Místo, kde Jan Váňa poprvé na Kladně uhlí hledal, bylo mu vždy památné a hleděl také při vhodné příležitosti je oslavit. Dne 24. dubna roku 1854 slavil náš nejmilostivější zeměpán, Jeho cis. král. apoštolské Veličenstvo František Josef I, svůj sňatek s nejjasnější princeznou bavorskou Alžbětou. Tento památný den hleděl každý Rakušan oslaviti a zvěčniti. Tak též usmyslil si Jan Váňa.
Místo, kde prvně kutil, urovnal, zazdil, přichystal pískový kvádr, v němž bylo místo pro plechové pouzdro vydlabáno. Když vše připraveno, přivalen sem byl velký buližníkový kámen, který před hostincem Dvořákovým pod Kročehlavy ležel, a tam jej tak postavili, jak jej Pán Bůh stvořil, beze všeho tesání.
Pozn.: Nebyl to první nález uhlí na Kladensku (1775), ale tato sloj byla nejmocnější a byl to počátek těžby zdejšího uhlí i navazujícího průmyslu. Janu Váňovi se připisuje hloubení jam Kateřina-Josefa, Václav, František, zčásti Amálie a Vítek a neúspěšné Zippe.

## Stěhování kamene
Velký buližníkový kámen byl nejprve osazen 24. dubna 1854 na místo již zasypané jámy Kateřina-Josefa, kde Váňa učinil svůj nález. Kvůli rozšiřujícímu provozu železáren se ale kámen musel stěhovat o kus dále. Později byl umístěn na rozcestí silnice do Dubí a Dříně, před bývalým okresním úřadem či na bývalém kladenském hřbitově. Jeho posledním stanovištěm je park u kladenského gymnázia.